# Русское воздухоплавательное общество
Межрегиональная общественная организация «Русское воздухоплавательное общество» — общественная организация, расположенная в городе Реутов. Деятельность организации направлена на развитие воздухоплавания и воздухоплавательного спорта в России. Была зарегистрирована в 1997 году, но руководство объявило организацию преемницей VII Воздухоплавательного отдела Русского технического общества, существовавшего в Российской империи с 1880 по 1918 года.

Председатель организации — Станислав Фёдоров (1968—2020), спортсмен-воздухоплаватель, конструктор воздухоплавательных аппаратов. Мастер спорта международного класса по воздухоплаванию, Заслуженный мастер спорта России, лауреат премии Правительства России в области техники за 2002 год, академик Российской академии космонавтики, действительный член Международной дирижабельной ассоциации, автор 11 российских, 7 мировых и 1 абсолютного мирового рекорда. 

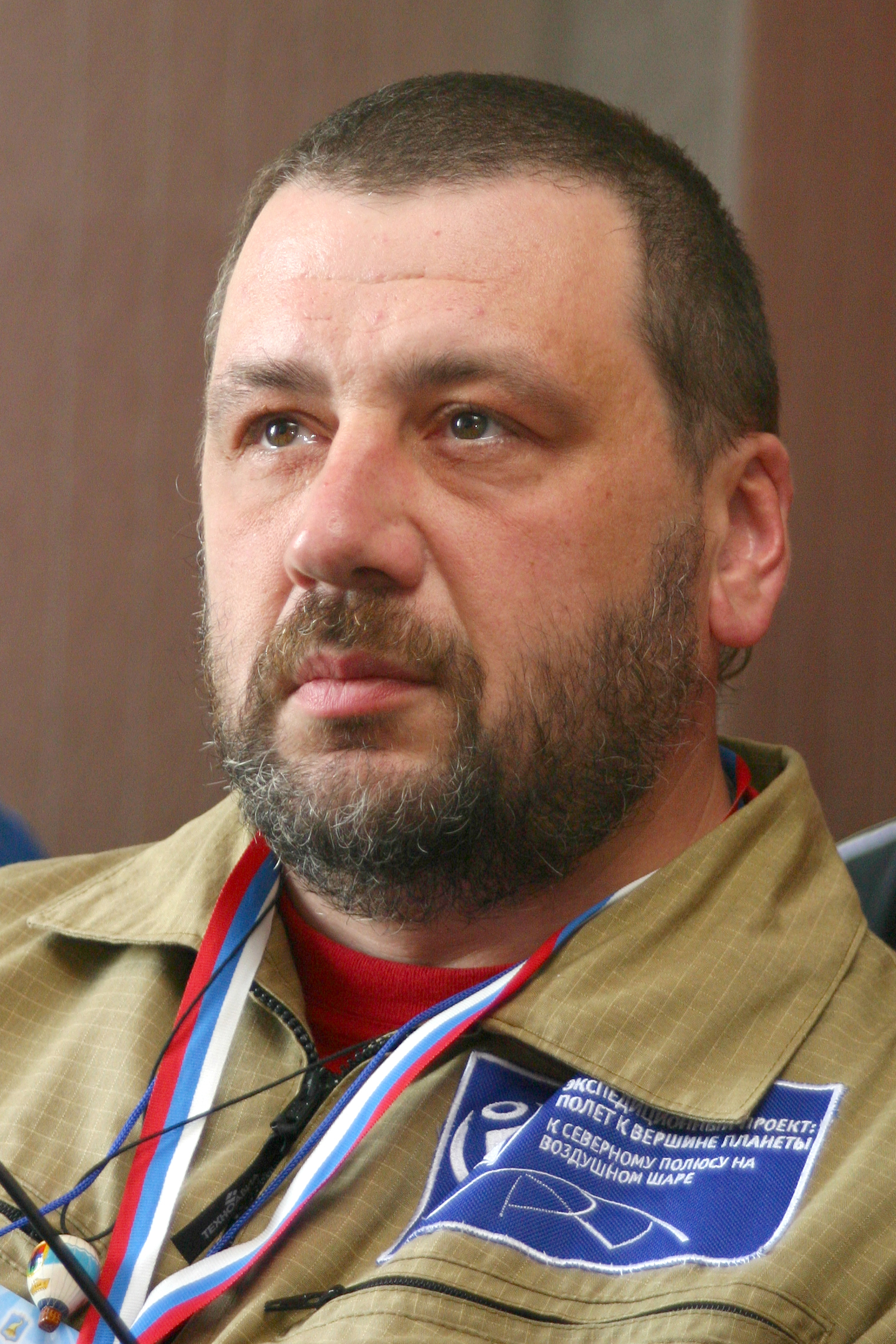
Станислав Фёдоров (1968 — 2020).

## Деятельность
Среди основных задач Общества:
- содействие передовым научно-техническим разработкам в области летательных аппаратов легче воздуха, их усовершенствование и практическое применение;
- организация спортивных воздухоплавательных соревнований, фестивалей, участие в авиационных и спортивных воздухоплавательных мероприятиях;
- взаимодействие с федерациями, воздухоплавательными организациями и государственными структурами во всех регионах Российской Федерации;
- популяризация и распространение в обществе науки и искусства воздухоплавания.

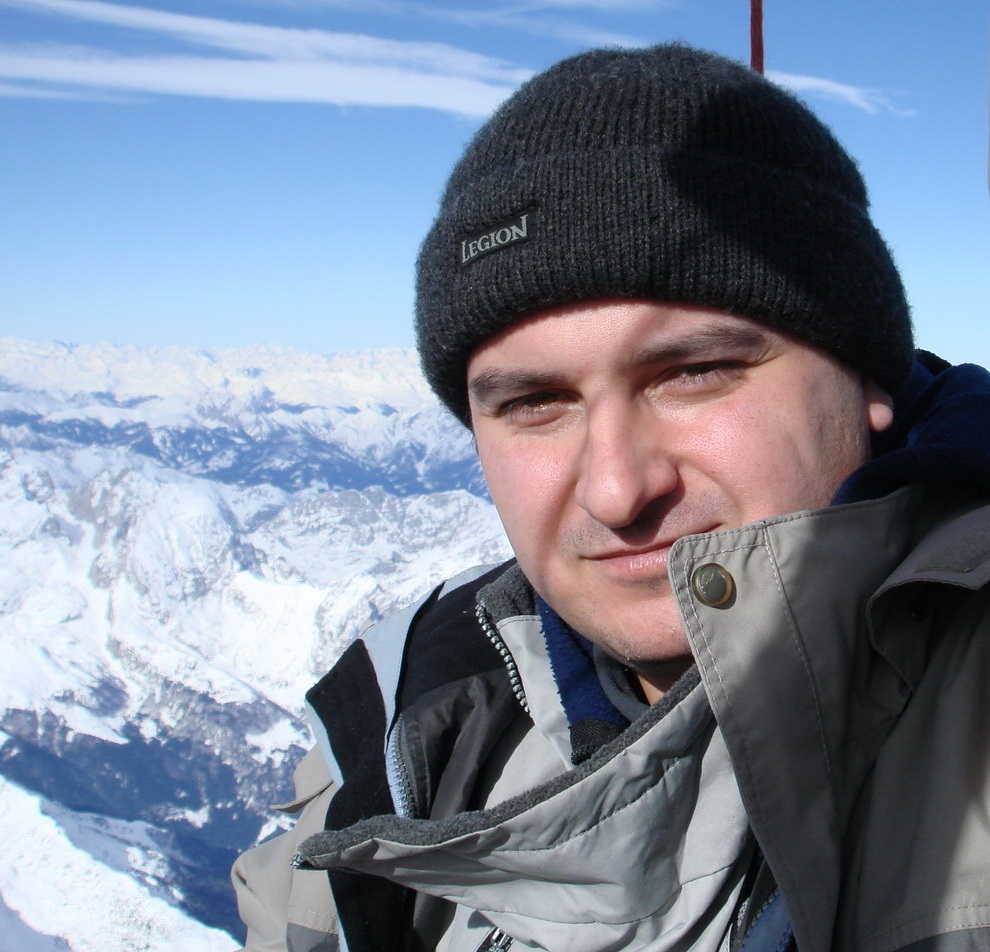
Николай Галкин, российский воздухоплаватель, конструктор воздухоплавательных аппаратов, автор 16 мировых рекордов в воздухоплавании

Современные российские пилоты успешно участвуют в Кубке Гордона-Беннета, ставят мировые и абсолютные рекорды воздухоплавания, принимают участие в международных соревнованиях, вводят в строй новые аэростаты, воздушные шары и дирижабли.
В 2014 и 2015 годах РВО совместно с Центром координации «Новая Русь» проводит сбор средств в помощь развитию авиации Новороссии.

## История

### Русское воздухоплавательное общество

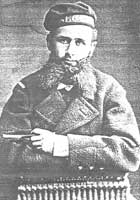
Огнеслав Костович

С 20 по 30 декабря 1879 года в Санкт-Петербурге состоялся 6-й общероссийский съезд естествоиспытателей и врачей. На съезде среди прочих были представлены два важных для воздухоплавателей доклада —— «О сопротивлении жидкостей» Д. И. Менделеева и «К вопросу о дыхании разреженным воздухом» И. М. Сеченова.
Доклад Д. И. Менделеева стал знаковым —— уже 27 декабря того же года он встретился с группой энтузиастов воздухоплавания, а 30 декабря —— с полковником П. А. Клиндером, будущим редактором и издателем начавшего выходить с января 1880 года журнала «Воздухоплаватель». Результатом этих встреч стало создание в 1880 году в Санкт-Петербурге «Русского общества воздухоплавания», первым председателем которого стал Огнеслав (Игнатий) Степанович Костович, изобретатель и конструктор, спроектировавший среди прочего многоцилиндровый бензиновый двигатель для дирижабля «Россия».

### VII Воздухоплавательный отдел ИРТО
В то же время 1 декабря 1880 года группа членов Императорского Русского Технического Общества (ИРТО) обратилась в Совет ИРТО с предложением создать в его составе воздухоплавательный отдел, и уже 20 декабря того же года было дано согласие на создание такого отдела —— VII отдела Общества.
Первое собрание VII Воздухоплавательного отдела состоялось в январе 1881 года, его председателем был избран известный ученый-метеоролог М. А. Рыкачев, товарищем (заместителем) председателя —— полковник Л. Л. Лобко, состоявший членом Комиссии по применению воздухоплавания к военным целям, и делопроизводителем (ученым секретарем) морской инженер П. Д. Кузьминский. С первых же дней существования VII отдела к его деятельности проявляли интерес не только учёные, но и военные —— они не только рассматривали возможности использования воздухоплавания для решения военных задач, но и стремились по возможности контролировать деятельность отдела, а также в течение семи лет Военное министерство осуществляло частичное финансирование деятельности VII отдела, выделяя ему на исследования ежегодно 1000 рублей.
Создание VII отдела привело к тому, что в его состав вступило большинство членов действующего Русского воздухоплавательного общества, а О. С. Костович вплотную приступил к организации товарищества для постройки дирижабля «Россия».
На деньги, выделенные Военным министерством для нужд VII отдела ИРТО, был приобретен французский аэростат объёмом 1000 м3, эксплуатировавшийся вплоть до 1889 года (всего было выполнено 12 полётов), причём во время полётов велась воздушная фотосъёмка, а один из полётов был совершён в Твери во время солнечного затмения 07 августа 1887 года, и нём принимал участие Д. И. Менделеев.

### ИВАК
Вскоре нашлись энтузиасты, решившие, что необходимо заняться вплотную развитием национального воздухоплавания, организовать национальный аэроклуб, который объединил бы учёных, инженеров, спортсменов и просто энтузиастов воздухоплавания. Инициатором создания российского аэроклуба стал Василий Васильевич Корн, который провёл огромную подготовительную работу, списался со своими коллегами в других странах, разработал проект устава новой организации, сформулировал её цели и задачи, основные методы организации работы. 27 июня 1908 года Министром внутренних дел был официально утвержден устав Всероссийского аэроклуба, входившего в состав Императорского военно-воздушного флота России (ИВАК) —- организации, призванной содействовать развитию воздухоплавания в России во всех его формах и применениях, преимущественно научно-технических, военных и спортивных.
В 1909 году ИВАК вступил в ФАИ и мог регистрировать мировые авиационные и воздухоплавательные рекорды, установленные в России, а также выдавать пилотам-аэронавтам и пилотам-авиаторам дипломы, действительные во всех странах мира. Подобно своим предшественникам, ИВАК занимался издательской деятельностью, выпускал журнал «Воздухоплаватель». В состав ИВАК входили два комитета — Научно-технический и Спортивный, проводились исследования технической стороны полётов, соревнования и выставки.
VII Воздухоплавательный отдел ИРТО все эти годы продолжал вести научную и исследовательскую работу, выпускал журналы, бюллетени, изучал вопросы дирижаблестроения и воздухоплавания. Помимо VII отдела и ИВАК в России вплоть до Первой мировой войны существовал ряд научных и любительских организаций, так или иначе связанных с вопросами воздухоплавания. В начале войны деятельность как ИВАК, так и аэроклубов по всей стране была свёрнута, самолёты и аэростаты были переданы в распоряжении армии, из вчерашних пилотов-спортсменов были сформированы отряды добровольцев, обучение пилотов перешло в руки военных.
После революции 1917 года Всероссийский клуб перестал быть Императорским и в 1918 году изменил своё название на ВАВО (Всероссийское авиационное и воздухоплавательное общество), к концу года прекратив своё существование.

### Советское время
В декабре 1918 г., одновременно с распадом ВАВО, реформируется бывший Всероссийский союз инженеров, он переименовывается во Всероссийскую ассоциацию инженеров (ВАИ), объединившую все дореволюционные технические общества при сохранении самостоятельности каждого из них в своей работе. В 1926 г. ВАИ, сохраняя прежнюю аббревиатуру, переименовывается в ассоциацию Всесоюзную. Фактически ВАИ выступает как преемник ИРТО и формируется на его основе. Его официальным печатным органом становится учреждённый ещё в 1915 г. журнал «Вестник инженеров», члены ассоциации ведут обширную научно-просветительскую и исследовательскую работу, активно развивается международное сотрудничество.
Кроме того, 1 декабря 1918 г. начал работу Центральный аэрогидродинамический институт (ЦАГИ), организация, занимавшаяся в СССР научно-исследовательскими и опытно-конструкторскими работам в области дирижаблестроения, выполнявшая в 1930-е гг. работы по опытному дирижаблестроению и созданию в СССР на прочных основаниях производственного центра по дирижаблестроению. Так, например, 20 апреля 1935 г. состоялся первый полет разработанного в ЦАГИ дирижабля СССР В-1 по маршруту Москва — Ленинград — Москва (1200 км за 15 ч), а на параде 7 ноября 1932 г. над Красной площадью пролетели четыре советских дирижабля — В-1, В-2, В-3 и В-4.
В августе 1921 года вынесено постановление о содействии научным обществам в деле разработки и широкого освещения технических и хозяйственно-организационных вопросов, в проведении съездов и совещаний, издании печатных органов. Создаются научно-технические общества (НТО), и к 1923 г. зарегистрировано 13 НТО. Основными формами деятельности НТО становят технические съезды, научные совещания, публичные лекции и доклады, приобретающие в те годы особую популярность.
В 1920-е начинают проводиться Всероссийские съезды инженеров, I —— в 1922 г., в декабре, а II —— в 1924 г., и на нём принимается решение о приёме в состав инженерных секций техников.
Важным моментом для советских инженеров становится постановление Совета Народных КомиссаровСовета Народных Комиссаров от 25 августа 1921 г. «О мерах к поднятию уровня инженерно-технического знания в стране и к улучшению условий жизни инженерно-технических работников в РСФСР». Документ должен был способствовать развитию научно-технических обществ, преодолению социально-экономических трудностей, испытываемых научно-техническим сообществом страны. Руководство деятельностью научно-технических обществ, организационно-правовая деятельность по регистрации уставов поручалось Главнауке (Главному управлению научными, научно-художественными и музейными учреждениями), основному органу по координации научных исследований и пропаганды науки и культуры в РСФСР в составе Академического центра Народного комиссариата просвещения (Наркомпроса) .
С апреля 1930 г. деятельность научно-технических обществ координировалось Всесоюзным Советом Научно-технических обществ, находившимся при Всесоюзном межсекционном бюро инженеров и техников ВЦСПС. В конце 1931 г. при ГУ Главвоздухфлота создаётся организация «Дирижаблестрой», которая должна была заниматься проектированием, производством и эксплуатацией дирижаблей.
19 ноября 1931 г. ЦК ВКП(б) принимает постановление "О реорганизации НТО СССР и общества «Техника — массам». В соответствии с постановлением научно-технические общества реорганизованы в самостоятельные научные инженерно-технические общества, связанные с инженерно-техническими секциями. Основные задачи обществ заключаются в повышении квалификации своих членов и в постановке и решении новых научно-исследовательских и научно-технических задач. С января 1932 г., в соответствии с тем же постановлением, в стране начинает действовать Всесоюзный совет научных инженерно-технических обществ (ВСНТО). В 1940 г. советское правительство принимает решение о консервации дирижаблестроения —— и лишь во время Великой Отечественной войны, в 1942 г., строительство (или же повторная сборка ранее разобранных) дирижаблей было возобновлено, их использовали для перевозки грузов и ряда других военных задач. В период войны все НТО так или иначе продолжали функционировать, работая преимущественно на оборону страны.
С 1946 г. при ВСНТО учреждается Комиссия по воздухоплаванию и дирижаблестроению.
На VII Всесоюзном съезде НТО 4 февраля 1988 г. было принято решение об учреждении Союза научных и инженерных обществ СССР.

### РВО — новая история
25 ноября 1991 года всесоюзная конференция Союза научных и инженерных обществ приняла решение об упразднении Союза научных и инженерных обществ СССР и образовании Союза научных и инженерных объединений со статусом международного. В результате этих преобразований Комиссия по воздухоплаванию и дирижаблестроению приобрела большую самостоятельность и в 1991 году была преобразована в Русское воздухоплавательное общество (без образования юридического лица). В том же 1991 г. на базе СНИО создаётся Российский Союз научных и инженерных общественных организаций — Российский Союз НИО, и именно эта организация, будучи официальным правопреемником ВСНТО, ВАИ и РТО, признает вновь созданное РВО правопреемником VII Воздухоплавательного отдела ИРТО и Русского общества воздухоплавания.
В 1997 году Русское вздухоплавательное общество было зарегистрировано в министерстве юстиции РФ в качестве межрегиональной общественной организации (то есть организации, которая осуществляет свою деятельность на территориях менее половины субъектов Российской Федерации, но не менее чем в двух субъектах).